# تپه چغادراز
تپه چغادراز مربوط به دوره اشکانیان - اوایل دوران‌های تاریخی پس از اسلام است و در شهرستان اسلام‌آباد غرب، بخش مرکزی، دهستان حومه جنوبی، ۱/۳ کیلومتری شمال شرق روستای لر واقع شده و این اثر در تاریخ ۱۴ اسفند ۱۳۸۵ با شمارهٔ ثبت ۱۷۸۳۷ به‌عنوان یکی از آثار ملی ایران به ثبت رسیده است.